# Ivan Gondáš
Ivan Gondáš (* 3. února 1964) byl slovenský politik za Slovenskou národní stranu, po sametové revoluci československý poslanec Sněmovny národů Federálního shromáždění.

## Biografie
Ve volbách roku 1992 byl za SNS zvolen do slovenské části Sněmovny národů. Ve Federálním shromáždění setrval do zániku Československa v prosinci 1992. Uvádí se bytem Martin.
V komunálních volbách na Slovensku roku 2010 kandidoval do městského zastupitelstva v Martinu jako nezávislý kandidát. Profesně je uváděn jako podnikatel, bytem Martin.